# Hubert Schwab
Pour les articles homonymes, voir Schwab.
Hubert Schwab, né le 5 avril 1982 à Pratteln, est un coureur cycliste suisse. 

## Biographie
En 2005, Hubert Schwab remporte une étape du Tour de Navarre, sous les couleurs de l'équipe Saeco-Romer's-Wetzikon. L'année suivante, il rejoint l'équipe ProTour belge Quick Step-Innergetic. Jouant surtout un rôle d'équipier, sa meilleure performance est une septième place au Grand Prix Pino Cerami en 2007.
À la fin de la saison 2010, il décide de mettre un terme à sa carrière afin de reprendre ses études à l'université de Bâle. 

## Palmarès
- 1999
  - 3e du championnat de Suisse de la montagne juniors
- 2000
  -  Champion de Suisse de la montagne juniors
- 2004
  -  Champion de Suisse sur route espoirs
  - 10e du championnat d'Europe sur route espoirs
- 2005
  - 1re étape du Tour de Navarre
- 2008
  - 3e du championnat de Suisse de la montagne
- 2010
  - 2e du Tour Alsace

## Résultats sur les grands tours

### Tour d'Italie
2 participations
- 2007 : 56e
- 2008 : 100e

## Classements mondiaux
| Année           | 2005 | 2006 | 2007 | 2008 | 2009 | 2010 |
| --------------- | ---- | ---- | ---- | ---- | ---- | ---- |
| UCI Europe Tour | 423e |      |      |      |      | 140e |